# Heinz Katschnig

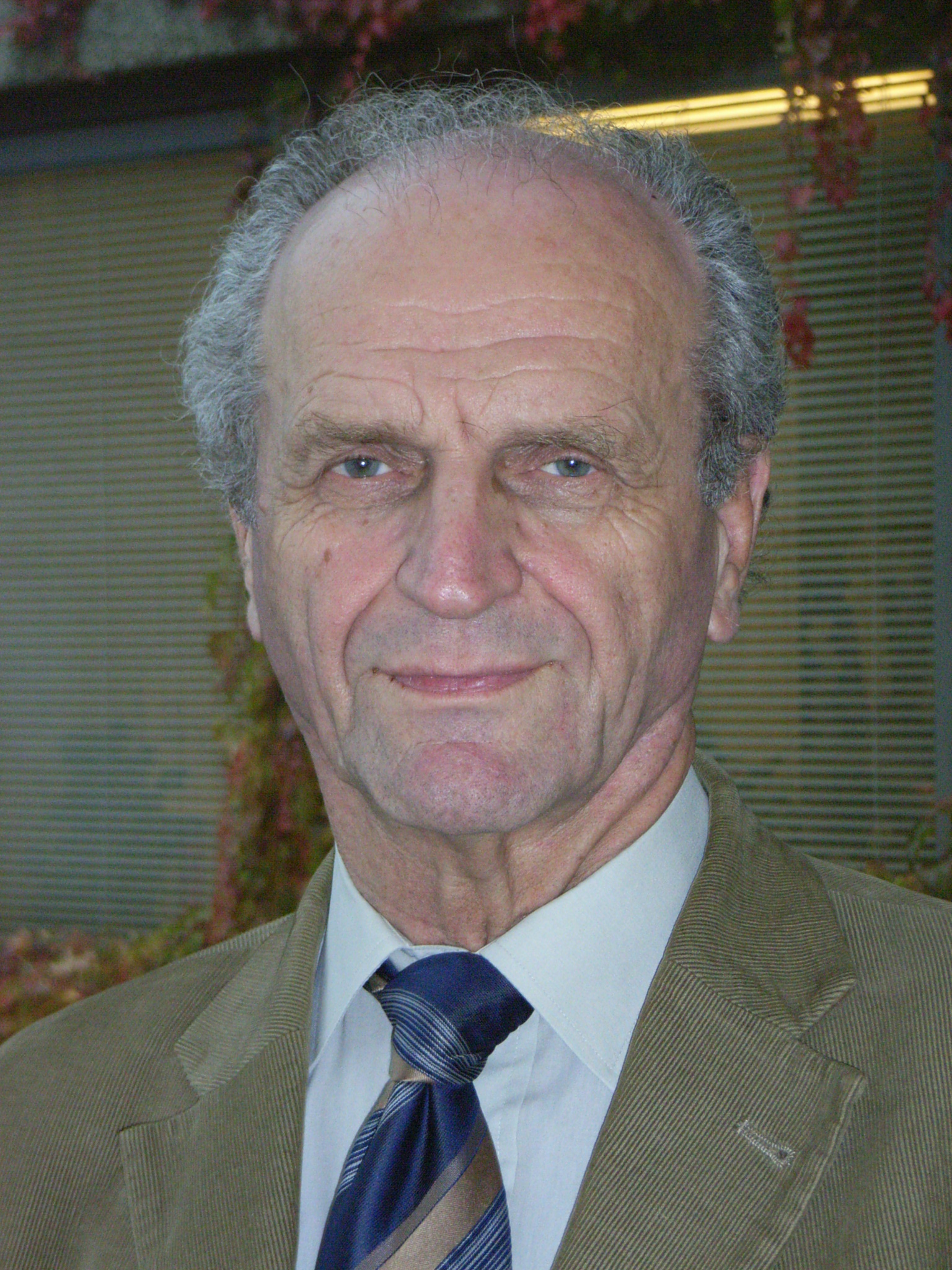
Heinz Katschnig (2006)

Heinz Katschnig  (geboren am 15. August 1942 in Gablonz) ist ein österreichischer Psychiater und Hochschullehrer. Er fungierte 1991 bis 2007 als Vorstand der Universitätsklinik für Psychiatrie an der Medizinischen Universität Wien und leitete ab seiner Gründung 1977 bis 2014 das Ludwig-Boltzmann-Institut für Sozialpsychiatrie in Wien.

## Leben
Katschnig studierte Medizin an der Universität Wien, promovierte 1968 und trat noch im selben Jahr eine Stelle an der Psychiatrisch-Neurologischen Klinik bei Hans Hoff an. 1974 bis 1976 arbeitete er in London, an der London School of Hygiene and Tropical Medicine und am Psychiatrischen Institut der University of London. Hoffs Nachfolger Peter Berner übernahm ihn nach seiner Rückkehr aus England, 1978 wurde Katschnig zum Oberarzt bestellt. 1980 erlangte er die Venia Legendi für Psychiatrie, 1985 wurde er zum a.o. Universitätsprofessor ernannt, 1991 zum Vorstand der Universitätsklinik für Psychiatrie und zum Leiter der Klinischen Abteilung für Sozialpsychiatrie und Evaluationsforschung.
Bereits 1977 wurde dem Wissenschaftler Gründung, Aufbau und Leitung des Ludwig-Boltzmann-Instituts für Sozialpsychiatrie in Wien übertragen. Dieses Institut verantwortet eine Reihe substantieller Forschungsarbeiten und wurde von Katschnig bis 2014 geleitet. Im Jahr 1986 übernahm er die Herausgeberschaft der Zeitschrift Social Psychiatry and Psychiatric Epidemiology. Insgesamt veröffentlichte der Wissenschaftler mehr als 400 wissenschaftliche Publikationen, darunter auch eine Reihe von leicht lesbaren praktischen Ratgebern für Berufskollegen. Zentral in seinem Werk sind die Themen Krisenintervention und Notfallpsychiatrie, Sozialpsychiatrie und die Erforschung von Gesundheitseinrichtungen, die Angststörungen, Life-Events als Auslöser psychischer Krankheiten, das breite Spektrum der Schizophrenien und die Unterstützung von Angehörigen, sowie der Zusammenhang zwischen Lebensqualität und psychischer Gesundheit. Seine Schriften sind auf Englisch, Italienisch, Spanisch, Chinesisch und Japanisch erschienen.
Katschnig war bzw. ist Herausgeber und Mitglied des Advisory Boards einiger wissenschaftlicher Zeitschriften. Er vertrat Österreich in zahlreichen WHO- und EU-Projekten (wie MINDFUL, ITHACA, REFINEMENT, CEPHOS-LINK oder DEXHELPP) und war Mitglied der Indikatoren-Projektgruppe der WHO-EURO.
Er definierte sechs große Herausforderungen der Psychiatrie heute: die Validität der Diagnosen sowie der therapeutischen Interventionen, das ungeklärte Rollenbild des Psychiaters, den Karrierismus, die Intrusion anderer Professionen sowie den niedrigen Stellenwert der Psychiatrie innerhalb der Medizin einerseits, innerhalb der Gesellschaft andererseits.
Katschnig ist mit der Kinderärztin und Psychotherapeutin Hildegard Katschnig verheiratet und hat drei erwachsene Kinder.

## Auszeichnungen
- 1982: Hermann-Simon-Preis
- 2003: Marietta und Friedrich Torberg-Medaille

## Publikationen (Auswahl)
- Die andere Seite der Schizophrenie – Patienten zu Hause. Reihe: Fortschritte der Sozialpsychiatrie 2. 1977, 2000
- Sozialer Streß und psychische Erkrankung. Lebensverändernde Ereignisse als Ursache seelischer Störungen? 1984
- (Hg.): Notfallpsychiatrie und Krisenintervention. 1987
- Panikattacken. 1988
- Die andere Seite der Schizophrenie: Patienten zu Hause. 1989
- Mit Gerd Eichberger und Theodor Meissel: Sozialpsychiatrie und Psychotherapie. Pro Mente, Linz 1998
- Mit Ulrike Demal: Wenn Schüchternheit zur Krankheit wird...: Über Formen, Entstehung und Behandlung von Sozialphobien. 1998
- Mit Ulrike Demal: Die extrovertierten Persönlichkeitsstörungen. Borderline, histrionische, narzisstische und antisoziale Lebensstrategien. Facultas-Universitäts-Verlag, Wien 2000, ISBN 3-85076-486-9.
- (Hg.): Österreichischer Psychiatriebericht 2001. Teil 1. Daten zur psychiatrischen und psychosozialen Versorgung der österreichischen Bevölkerung. Ludwig-Boltzmann-Institut für Sozialpsychiatrie, Wien 2001 (PDF)
- (Hg., gem. mit Katrin Gutiérrez-Lobos): Jahrbuch für Rechts- und Kriminalsoziologie 2001: 25 Jahre Maßnahmenvollzug – eine Zwischenbilanz.
- Mit Gabriele Vasak: Sturzfliegen: Leben in Depressionen und Manien. 2001
- Mit Ulrike Demal: Trauer und Depression: Wo hört das eine auf, wo fängt das andere an? 2001
- Mit Ulrike Demal: Was ist aus der guten alten neurotischen Depression geworden? 2002
- Mit Michaela Amering, Ralf Gössler und Ingrid Sibitz: Wissen – genießen – besser leben. Psychosoziale Arbeitshilfe 20. Psychiatrie-Verlag 2002, ISBN 978-3-88414-764-1
- Mit Heinrich Donau: 4 × 8 Empfehlungen zur Behandlung von Schizophrenie. 2002
- Mit Ulrike Demal: Die Crux mit der Praxis – Depressionsbehandlung im Alltag. 2003
- Mit Gerda Saletu-Zyhlarz: Schlafen und Träumen. Neue Erkenntnisse und unbeantwortete Fragen. 2004
- Mit Michaela Amering: Stimmenhören: Medizinische, psychologische und anthropologische Aspekte. 2005
- Quality of Life in Mental Disorders, 2005